# 용천산 (경상남도)
용천산(湧天山)은 대한민국 경상남도 양산시 매곡동과 부산광역시 기장군 정관읍에 걸쳐 있는 산이다. 소심산이라고도 한다. 해발 545m에 위치해 있다.